# Православне Хрестовоздвиженське Трудове Братство
Хрестовоздвиженське Трудове Братство (православне)  (Неплюєвське) існувало в селі Воздвиженське Ямпільського району Сумської області з 1889 до 1924 року. Трудове братство позиціонувало себе як живу модель вільного людського братерства бідних і багатих християн. З організаційної точки зору воно являло собою кооперативне товариство виробництва і споживання з колективною формою власності на засоби виробництва. Братство стало найбільшою в історії спробою створення християнської цивілізації. У спогадах Братство згадується, як щось схоже на утопію. В тих, хто вперше знайомиться з досвідом Трудового братства, виникають дуже різні асоціації. Для одних – це Місто Сонця, яке набуло реальних обрисів, іншим воно нагадує похмурі картини зі знаменитої антиутопії Джорджа Оруела.

## Історія
Одержавши в 1882 році в дарунок від батька хутір Воздвиженський Микола Неплюєв (1851–1908) вирішив створити тут локальну модель довершеного суспільства. Спочатку М. М. Неплюєв влаштував сирітський притулок для десяти селянських дітей з найбідніших сімей і сам займався їх вихованням.
У 1885 Неплюєв відкрив у Воздвиженському чоловічу сільськогосподарську школу, а у 1891- жіночу- Преображенську. Навчання було безкоштовним. В школи приймалися діти всіх християнських сповідань. До М. Неплюєва привозили кращих своїх вихованців українські педагоги того часу – Ольга Максимович з Полтавщини, Петро Солонина з Чернігова. Були в школі М. Неплюєва і діти підданих Швейцарії і Австрії. За словами фундатора, його школи формували добрих християн і культурних хліборобів. Школи користувалися популярністю серед селян. У них поряд із якісною агрономічною освітою, давалося релігійно-моральне виховання, прищеплювався смак до художніх цінностей. Трудовий же гарт учні здобували працюючи у шкільному господарському комплексі, до якого входили поля, ферми, сади, майстерні, пасіка, лісовий розсадник.
У 1889, після першого випуску сільськогосподарської школи, М. М. Неплюєв, з її випускників засновує общину - «Перше трудове братство», на створення якого його благословив старець Троіце-Сергієвої лаври Варнава Гефсиманський.
У 1893 було затверджено «Устав Православного Хрестовоздвиженського Трудового Братства». 16.09.1894 указом Олександра ІІІ, Братство отримує офіційний статус і права юридичної особи, а 22.07.1895 відбулося урочисте відкриття Братства. Статут Трудового братства передбачав два основних розряди його членів: повноправні брати (меншість) і прийомні. Повноправні були господарями братського маєтку, брали участь у виборах і встановлювали устрій життя Братства. Прийомні брати на рівних користувалися прибутками Братства, але не брали участі у виборах та вирішенні найважливіших питань життя общини. Повноправні брати складали думу – найвищий орган управління Братством. Головою думи був обраний М. Неплюєв. Він став блюстителем Братства.
Існувала й особлива категорія учасників Братства – члени-змагальники. Це були люди, які жили на стороні, але діяльно сповідували братерські ідеали.  
Члени Братства називали один одного братами і сестрами.  
До 1900 р. братчиків було 150 чоловік, а разом з вихованцями шкіл, загальна кількість “неплюєвців” перевищувала 300 чоловік. Вони проживали у двох облаштованих хуторах – Воздвиженському і Рождественському. Братство активно існувало і розвивалося. Воно міцніло й економічно, застосовуючи у господарській діяльності аграрні технології і передове технічне обладнання. Про цивілізаційний рівень Братства можна судити з того, що в 1898 р. на його території функціонувала локальна телефонна мережа фірми Siemens.
29.12.1901 Микола Неплюєв передав по дарчому акту Трудовому Братству все своє майно, яке складалося з 16435 десятин землі з лісом, будівлями і двома винокуренними, цукровим, ливарно-механічним і цегельним заводами, коптильнею, двома лісопилками. Загальна вартість майна — 1 750 тис. руб.
Чисельність членів братства до 1908 доходила до 500 осіб.
На кошти Неплюєва були побудовані храм в ім'я Воздвиження Хреста Господнього та лікарня. Він поклав початок садівництву та виноробству в селі. І сьогодні гордістю с. Воздвиженського є фруктовий сад загальною площею 300 га, заснований за часів Трудового Братства у 1905 році. В ньому нараховується 26 високоякісних сортів яблук, над створенням яких свого часу працював уродженець цих місць — вчений-селекціонер, академік Черненко Семен Федорович. Воздвиженський дендропарк — пам'ятка садово-паркового мистецтва, закладений у кінці XIX століття, але жителі стверджують, що йому близько 300 років. Колись на цьому місці шуміли дрімучі ліси. Щоб зайняти землі під оранку їх зрубали і спалили, залишивши частину дерев, які оточували село.
Після смерті М. М. Неплюєва в січні 1908 р. Братство функціонувало ще біля 20 років.  Його блюстителем стала сестра покійного -  М. М. Уманець (1853-1930), а почесним покровителем - принцеса Євгенія Ольденбургська (1845-1925).  Продовжуючи сповідувати культивовану засновником християнську мораль і  керуючись його правилом «жити за законами охайної, здорової, дешевої  простоти».   Про тогочасний розквіт Братства свідчить наступне: на Всеросійській сільськогосподарській виставці  1911 року братський маєток був відзначений великою золотою медаллю.  У 1916 p. братчики вели кольорову фотозйомку на діапозитивах компанії AGFA, а в 1917 р. встановили автономну електростанцію, яка освітлювала всі житлові будинки.

## В стихії революцій
Після революції 1917 р. продовжувачі справи Неплюєва намагалися пристосуватися до нових умов. Про цей період існування неплюєвської корпорації розповів у своїй книзі «Мій російський щоденник» відомий французький славіст П’єр Паскаль (1890-1983), який відвідував братство у 1911-1916 роках.  У березні 1919 р., залишаючись своєрідним оазисом християнської культури, Братство реформується, а, по суті, просто перейменовується в першу українську радянську комуну, яка, кваліфікувалась вченими агрономами, як «найкраще агропромислове господарство не тільки в Чернігівській губернії, а й у всій Росії». І було, на думку ідеологів комунізму, «провісником світлого майбутнього нашого сільського господарства». Під час Української революції 1917-1921 років Братство, долаючи труднощі і гоніння, дистанціювалось від політики і намагалось знайти прихисток у правлячої в країні влади. Під час революційних подій Братство влаштувало шпиталь для поранених, який працював під егідою Міжнародного червоного хреста. Влітку 1918 делегація братчиків звернулась до гетьмана Павла Скоропадського з проханням захистити общину від «більшовицьких банд». Так у Братстві з’явилась озброєна охорона. Коли владу захопили більшовики, довелось звертатися до нових можновладців. І в  листопаді 1919 р. голова більшовицького уряду України Християн Раковський навіть підписав розпорядження до червоноармійських командирів 12-ї армії, - охороняти майно Братства.
Але грабежі і реквізиції настільки спустошили братський маєток, що його мешканцям деякий час довелось голодувати. 
Восени 1920 року чисельність общини складала 639 чоловік. В ці важкі роки її декілька разів відвідував священомученик єпископ Глухівський Дамаскин (Цедрик † 1937), він благословив братчиків та закликав їх зберігати християнський уклад життя.
Але вже в кінці 1924 р., з подачі найвищого політичного керівництва Радянської України, органи ГПУ репресували керівників Трудового братства і перетворили його в «артіль ім. Жовтневої революції» на чолі з Кожем'яченком Сергієм Мойсейовичем. В 1925 р. було знищено братський храм, заарештований священик Олександр Секундов, християнські школи перетворені в радянські. З 1933 року  — колгосп ім. Жовтневої революції на чолі з Черненком Григорієм Андрійовичем.
Остаточне знищення Братства відбулось у 1929 р., коли Сталін розпочав планомірне придушення і знищення українського селянства. Сільгоспартіль – спадкоємниця Трудового братства була оголошена «колективним кулаком». Майже усіх вчорашніх братчиків було виселено. Відтоді ім’я М.М. Неплюєва і його ідеї були знищені і на багато десятиліть забуті.
З 1924 до 1979 року на базі сільгосп шкіл Братства працював сільськогосподарський технікум.

## Традиції
Братство ґрунтувалося на євангельських етичних засадах – віри, любові і праці. Усі його жителі, як сімейні, так і неодружені, об'єднувалися за професійною приналежністю у великі «братські сім’ї»: сім’я вчителів, хліборобів, молочарів, кожна з яких носила ім'я одного із святих і проживала в багатоквартирному будинку. Кожній родині надавалась простора кімната, а неодружені жили по 3-4 людини в одному приміщенні. Братську сім'ю очолював старшина, обраний членами даної сім'ї. Він керував виробничою діяльністю і відповідав за моральне і духовне життя. Чоловіки і жінки мали рівні права. Діти виховувались у дитсадках, а з восьмирічного віку навчалися в школах. Вступ і вихід із Братства були вільними. 
В економічному сенсі Трудове братство являло собою «кооперативне товариство виробництва і споживання», як назвав Братство відомий французький економіст Анатоль Леруа-Больє в 1898 р. на засіданні Паризької академії наук. У Братстві все рухоме і нерухоме майно, окрім предметів особистого вжитку, вважалося колективною власністю. Приватна власність допускалася у вигляді особистих рахунків членів общини. Братські сім’ї-артілі працювали на ланах, фермах, у майстернях, вирощували сади, вчителювали в школах, керували заводами. Економічну діяльність організовувала і контролювала господарська рада Братства, її беззмінно з 1895 до 1919 року очолював Андрій Фурсей – один з десяти перших вихованців М. Неплюєва. Чистий прибуток після відрахувань в загальні фонди (20%), порівну ділився між членами Братства.
Спочатку Братство не окуповувало себе та існувало на дотаціях М. Неплюєва. Своїми силами братчики не могли впоратися з величезним маєтком і залучали найманих робітників. Їх чисельність під час жнив втричі перевищувала кількість працюючих братчиків. Братські угіддя славилися високим агрономічним рівнем. Урожайність сільськогосподарських культур на полях Братства більш, ніж у 2,5 рази перевищувала середню врожайність у Чернігівській губернії. 
Особлива увага в Братстві приділялась інтелектуальному та естетичному розвитку. Тут працювала велика бібліотека, викладались музика, малювання, проводились літературні вечори, ставились аматорські вистави. Музику викладала сестра засновника Ольга Миколаївна Неплюєва (1859 -1944) – талановита учениця італійської оперної співачки Ельвіри Репетто. Атмосфері високої культури відповідав улаштований в хуторі Воздвиженському мальовничий садово-парковий ансамбль. М. Неплюєв підтримував талановитих дітей і за межами Братства. Він був першим меценатом українського художника Георгія Нарбута. В Братстві був симфонічний оркестр, а учасникам братського духовного хору давав уроки славетний український хормейстер Яків Калішевський (1856-1923), який гостював у М.Неплюєва. Музичну освіту здобув у неплюєвській школі і самобутній український композитор Павло Сениця (1879-1960). Він прожив у Братстві вісім юних років, які стали для нього плідним періодом художнього становлення. Тут він зібрав багато народних мелодій, написав чимало п’єс для фортепіано, пісень і романсів, в тому числі і на вірші Тараса Шевченка «Вітер в полі нагинає лозу і тополю», «Чого мені так тяжко?..», «Нащо мені врода?», які належать до найбільш натхненних зразків його творчості.

## Життя Братства і братство в житті
Трудове братство перебувало у духовному відомстві. В ньому строго дотримувались канонів православної церкви. Братство підтримувало добросусідські стосунки з навколишніми монастирями: Глинською пустинню, Гамаліївським жіночим монастирем. Неабиякі духовні зв'язки склались у нього з Троїце-Сергієвою лаврою.
Як соціальна модель, Трудове братерство мало жорстку організаційну структуру, глибоко авторитарний режим управління і контролю. Пронизуюча весь життєвий уклад сувора релігійність, дефіцит ліберальних цінностей – були основними джерелами внутрішніх протиріч общини і головною причиною відходу з неї багатьох, за словами самого Неплюєва, цілком порядних за мірками традиційного суспільства, людей. Деякі з тих, що ішли, виступали в пресі, обвинувачуючи Неплюєва і його євангельську технологію в зазіханні на свободу особи. Олександр Блок з цього приводу писав: «Ймовірно дуже нудно й у неплюєвському товаристві. Зрештою, так здалося не мені одному, а також пану Абрамову, ... який п'ять років навчався в неплюєвській школі. Він розповідає про “моральну духоту” і деспотизм самого М. М. Неплюєва».
До критичних відгуків Неплюєв ставився особливим чином. Вважаючи свою справу об'єктом живої проповіді, він не тільки не ховав властивих йому недоліків, але і привселюдно зізнавався в них, пояснюючи друзям свою позицію так: «Господь сказав: «По плодах їх пізнаєте їх». Божі по плоду діла Братства трудового покажуть Якого ми духу, Кому належимо. Далекі Духу Божого не зрозуміють ні плоду Братства, ні Духу, який його породив... Не заперечуйте моєї гріховності, а навпроти на ній будуйте докази того, що кращі мене можуть і повинні робити ще більше і краще в справі здійснення правди віри».
Ставлення навколишніх  селян до Братства виявилось доволі складним. Більшість байдуже споглядала на дітище Неплюєва, не вірячи в безкорисливість намірів «поміщика мільйонера». Зрідка траплялись й такі, що фанатично ненавиділи «неплюєвців». І лише деякі селяни товаришували з братчиками, ходили на богослужіння до братського храму і вбачали у Неплюєві божого чоловіка. Причинами відчуженості з одного боку були матеріальний добробут братчиків (при відсутності благодійності), їхня «несхожість» на селян: інтелігентність, зовнішня порядність, чітка організація і дисципліна праці. А з іншого - неприйняття селянами цінностей Братства, як ще небаченої, штучно створеної організації, яка вимагала інтенсивного духовного і суспільного життя.  

## Сьогодення
Для збереження спадщини Миколи Неплюєва у селі Воздвиженське створено історико-меморіальний музей «Трудове Братство М. М. Неплюєва» (2000). Директор музею Авдасьов Валерій Миколайович   -  краєзнавець,  дослідник духовної і культурної спадщини М. М. Неплюєва.
Наукова і пізнавальна цінність історії Неплюєвського братства унікальна. У ній фокусується кілька культурно-історичних тем: християнський соціалізм, народна соціальна утопія, релігійний ренесанс «срібного віку», комунітарний рух. Музеїв подібного профілю, що віддзеркалюють одночасно духовне життя, садибний побут і релігійно-моральні шукання другої половини ХІХ – початку XX століття в Україні немає.  

## Видатні члени Братства
Микола Неплюєв (1851–1908 рр.) — богослов, громадський діяч, фундатор Хрестовоздвиженського трудового братства.
Сениця Павло Іванович (1879–1960 рр.) — український композитор, вихователь Воздвиженської школи, член братства.
Федоренко Павло Костянтинович (1880–1962 рр.) — український історик, член Трудового братства.
Черненко Семен Федорович (1877–1974 рр.) — селекціонер автор 45 сортів яблунь і груш, Герой Соціалістичної праці, кавалер ордена Леніна.
Четвериков Сергій (1867–1947 рр.) — священик Трудового братства, копелан Російського християнського руху в західній Європі, богослов, духовний письменник.
Костюченко Петро Андрійович (1901–1943 рр.) — вихователь братства, український вчений, ґрунтознавець.